# Protosphaerion variabile
Protosphaerion variabile là một loài bọ cánh cứng trong họ Cerambycidae.